# Mário Gil Fernandes
Mário Gil Andrade Fernandes (nacido el 25 de abril de 1982 en Funchal) es un jugador de baloncesto portugués que actualmente pertenece a la plantilla del Sport Lisboa e Benfica (baloncesto) de la LPB, la máxima división portuguesa. Con 1,76 metros de altura juega en la posición de Base. Es internacional absoluto con Portugal.

## Trayectoria Profesional

### CAB Madeira
Formado en la cantera del CAB Madeira, debutó con el primer equipo en la temporada 2001-2002, estando en el equipo hasta la temporada 2005-2006. En 2003 fue subcampeón de la Supercopa de Portugal y de la Copa de Portugal.
En la temporada 2002-2003, jugó 2 partidos en la  FIBA Europe Champions Cup con un promedio de 1 rebote y 1 robo en 13 min.
En la temporada 2003-2004, jugó 8 partidos en la  FIBA Europe Cup con un promedio de 10,6 puntos (53,8 % en tiros de 2, 55,6 % en triples y 85,7 % en tiros libres, 3,5 asistencias y 2,1 robos en 25,9 min.
Finalizó la temporada en la  FIBA Europe Cup con el 2º mejor % de triples y fue el 12º máximo asistente, el 5º en robos y el 11º en triples anotados (1,9 por partido).
En la temporada 2004-2005, jugó 8 partidos en la  FIBA Europe Cup con un promedio de 15,3 puntos (53,6 % en tiros de 2, 46,9 % en triples y 85,2 % en tiros libres, 2,8 rebotes, 1,8 asistencias y 1,9 robos en 29,8 min.
Finalizó la temporada en la  FIBA Europe Cup con el 2º mejor % de tiros libres y el 7º mejor % de triples y fue el 15º en robos y el 6º en triples anotados (2,9 por partido).
En la temporada 2005-2006, jugó 8 partidos en la  FIBA EuroCup Challenge con un promedio de 7,4 puntos (58,3 % en tiros de 2, 47,6 % en triples y 83,3 % en tiros libres, 1,5 rebotes, 3,3 asistencias y 2,4 robos en 20,6 min.
Finalizó la temporada en la  FIBA EuroCup Challenge con el 2º mejor % de triples y fue el 13º máximo asistente y el 8º en robos.
Disputó un total de 26 partidos en la  FIBA EuroCup Challenge con el conjunto de Madeira entre las cinco temporadas, promediando 8,3 puntos (55,2 % en tiros de 2, 50 % en triples y 84,7 % en tiros libres), 1,5 rebotes, 2,2 asistencias y 1,8 robos en 22,3 min de media.

### España
Firmó para la temporada 2006-2007 por el Balneario de Archena de la Liga EBA (4ª división española).
Disputó 24 partidos de liga con el cuadro de Archena, promediando 14,8 puntos (50,5 % en tiros de 2, 55,4 % en triples y 86,7 % en tiros libres), 2,5 rebotes, 4,8 asistencias y 2,8 robos en 31,2 min de media.
Finalizó la temporada en el Grupo E de la Liga EBA con el mejor % de triples y el 2 mejor % de tiros libres y fue el máximo asistente, el 10º máximo anotador y el 1º en robos y en valoración.
Después de esta gran temporada en Archena, el 27 de julio de 2007, el Extremadura Plasencia-Galco de la LEB Plata (3ª división española), anunció su fichaje para la temporada 2007-2008.
Disputó 30 partidos de liga con el conjunto de Plasencia, promediando 6,2 puntos (31,6 % en triples y 77,5 % en tiros libres), 1,6 rebotes, 3,1 asistencias y 1 robo en 25,2 min de media.
Fue el 6º máximo asistente de la LEB Plata.

### Ovarense Aerosoles
En la temporada 2008-2009, regresó a Portugal tras dos años en España, firmando por el Ovarense Aerosoles, con el que ganó la Supercopa de Portugal y la Copa de Portugal.
Disputó 17 partidos de liga con el cuadro de Ovar, promediando 5,7 puntos (52,2 % en tiros de 2, 33,3 % en triples y 87,9 % en tiros libres), 1,7 rebotes, 2,5 asistencias y 1,1 robos en 17,3 min de media.
Fue el 10º máximo asistente de la Liga Portuguesa de Basquetebol.

### Regreso al CAB Madeira
Los tres años siguientes (2009-2012), estuvo en el club en el que se formó, el CAB Madeira, ganando la Copa de Portugal por 2ª vez en 2011.

## Selección Portuguesa
Debutó con la absoluta de Suiza en el EuroBasket División B de 2009, en el que las cuatro mejores selecciones se clasificaban para la disputa de la fase de clasificación para el EuroBasket 2011, celebrado en Lituania, no logrando quedar entre las cuatro mejores Suiza.
Jugó 2 partidos con un promedio de 4,5 puntos (80 % en tiros de 2) y 1 rebote en 5,5 min de media.
Disputó el EuroBasket División B de 2011, quedando Suiza 2ª del Grupo C.
Jugó 5 partidos con un promedio de 2 puntos (71,4 % en tiros de 2) y 1,6 rebotes en 8,4 min de media.
Disputó la  Fase de Clasificación para el EuroBasket 2013, celebrado en Eslovenia, no logrando Suiza clasificarse.
Jugó 7 partidos con un promedio de 3,6 puntos (33,3 % en triples) y 2,4 rebotes en 13 min de media.
Disputó la 2ª Fase de Clasificación para el EuroBasket 2015, celebrado entre Alemania, Croacia, Francia y Letonia, no logrando Suiza clasificarse.
Jugó 4 partidos con un promedio de 2,5 puntos y 1,5 rebotes en 13 min de media.